# Marina Šmonina
Marina Konstantinovna Šmonina, nata Shliunina (in russo Марина Константиновна Шмонина?; Tashkent, 9 febbraio 1965), è un'ex velocista russa, fino al 1991 sovietica.

## Palmarès
| Anno                                      | Manifestazione  | Sede       | Evento      | Risultato  | Prestazione | Note  |
| ----------------------------------------- | --------------- | ---------- | ----------- | ---------- | ----------- | ----- |
| In rappresentanza dell' Unione Sovietica  |                 |            |             |            |             |       |
| 1988                                      | Europei indoor  | Budapest   | 400 m piani | Semifinale | 52"48       |       |
| 1989                                      | Europei indoor  | L'Aia      | 400 m piani | Argento    | 52"36       |       |
| 1990                                      | Europei indoor  | Glasgow    | 400 m piani | Oro        | 51"22       |       |
| 1990                                      | Europei         | Spalato    | 400 m piani | 7ª         | 51"67       |       |
| 1990                                      | Europei         | Spalato    | 4×400 m     | Argento    | 3'23"34     | [ 1 ] |
| 1991                                      | Mondiali indoor | Siviglia   | 4×400 m     | Argento    | 3'27"95     |       |
| In rappresentanza della Squadra Unificata |                 |            |             |            |             |       |
| 1992                                      | Europei indoor  | Genova     | 400 m piani | 5ª         | 52"26       |       |
| 1992                                      | Giochi olimpici | Barcellona | 4×400 m     | Oro        | 3'20"20     |       |
| In rappresentanza della Russia            |                 |            |             |            |             |       |
| 1993                                      | Mondiali indoor | Toronto    | 4×400 m     | dq         | dq          |       |

## Altre competizioni internazionali
1989
- 4ª nella finale A di Coppa Europa ( Gateshead), 400 m piani - 51"93
- Bronzo in Coppa del mondo ( Barcellona), 4×400 m - 3'26"15

1990
- Oro ai Goodwill Games ( Seattle), 4×400 m - 3'23"70

1992
- Argento in Coppa del mondo ( L'Avana), 4×400 m - 3'30"43